# Global Payments
Global Payments Inc. er en amerikansk softwarevirksomhed indenfor finansteknologi. De udbyder betalingsløsninger ved brug af betalingskort, digital betaling og kontaktløs betaling. Global Payments blev oprettet i 1996, som et datterselskab til National Data Corporation. I 2001 blev der gennemført et spin-off fra NDC.